# Canalul Nicaragua

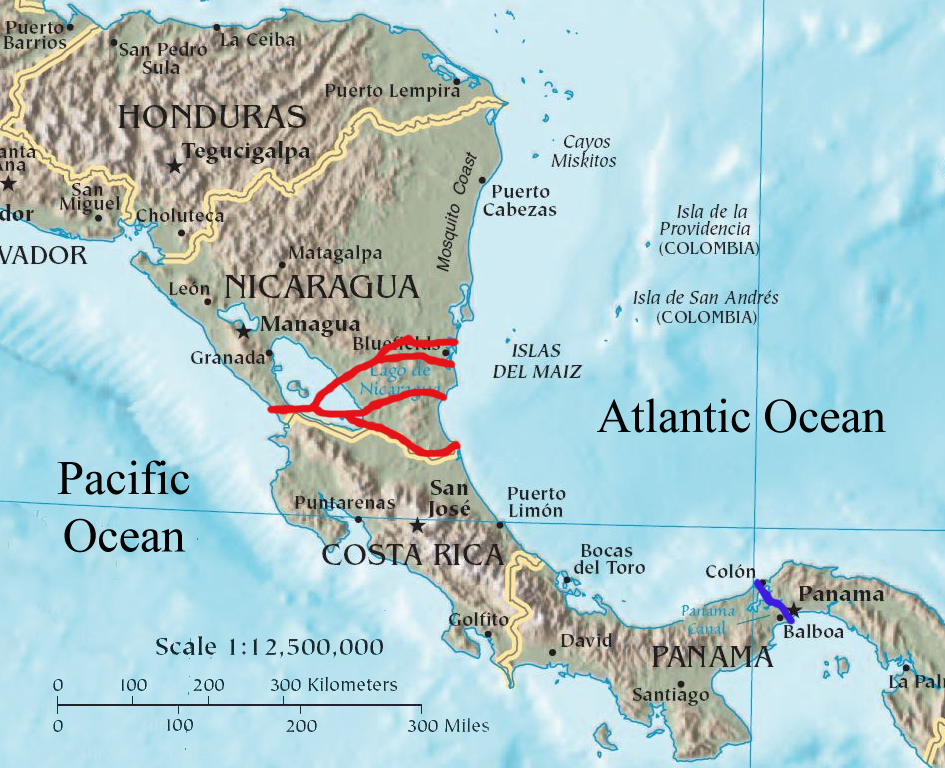
Rute propuse pentru canal (cu roșu), în albastru Canalul Panama)

Canalul Nicaragua a fost un canal propus în Nicaragua, cu o lungime planificată de 278 km (172 mile), între vărsarea râului Brito în Pacific și cea a râului Punto Gorda în Marea Caraibilor. Canalul a fost propus de directorii HK Nicaragua Canal Development Investment (HKND), cu sediul în Hong Kong, China.
Canalul ar traversa lacul Nicaragua, cel mai mare din America Centrală, și va avea o lățime variind între 230 și 520 de metri, în timp ce adâncimea va fi de 27,6 metri, a afirmat Dong Yunsong, unul dintre inginerii HKND. De asemenea se propune construirea unei rute feroviare, un aeroport, o conductă petrolieră, două porturi și câteva regiuni de liber schimb, amplasate de-a lungul canalului. Se preconizează că noul canal Nicaragua va prelua 4,5% din traficul comercial maritim, va dubla PIB-ul pe cap de locuitor al statului gazdă, va face mai vizibilă proiecția puterii chineze la nivel mondial și, prin contrast, va diminua puterea SUA în America Latină.
Proiectul prevede finalizarea lucrărilor în 2019 și darea în folosință în 2020. Canalul plănuit de Nicaragua ar fi de peste trei ori mai lung decât Canalul Panama, de 77 de kilometri (48 de mile).
Cu toate acestea, scepticii susțin că proiectul este inutil din cauza proximității față de canalul Panama și a efectelor pe care le poate genera asupra mediului, avându-se în vedere că va fi conectat la cea mai importantă sursă de apă dulce a Nicaraguei: Lacul Nicaragua. „Există alternative de a lega un ocean de altul, dar nu există alternative de a curăța un lac după producerea unui dezastru. Nu avem un alt Lac Nicaragua”, susține Jaime Incer, un reputat ecolog din Nicaragua. Alte voci susțin că dimensiunea mare a canalului, dublă față de cel din Panama, îl va face mai puțin competitiv. Mărimea acestuia „va solicita costuri de îngrijire mai mari”, afirmă Eduardo Lugo, consultant panamez care este implicat în proiectul de extindere a canalului Panama. Construcția canalului de asemenea a realimentat conflictul dintre Nicaragua și Costa Rica. Oficialii din Costa Rica denumesc proiectul drept „faraonic” și a dus la resurecția nemulțumirilor privind împărțirea apelor teritoriale.
Lipsa de experiență a lui Wang Jing și a grupului HKND în materie de inginerie masivă e considerată risc la adresa regiunii.   În plus, clima imprevizibila a Nicaraguăi și activitatea seismică din zonă au ridicat multe semne de întrebare la adresa realizării proiectului. 
Din martie 2016, nu s-au mai făcut lucrări serioase, așteptându-se terminarea debarcaderului "Pacific Ocean", a cărei construcție va începe după august 2016.  În aprilie 2016, Suzanne Daley, jurnalistă a ziarului The New York Times, a semnalat ca proiectul se confruntă cu probleme financiare - Wang pierzând 80% din banii puși la bătaie pentru canal, șocul neavând legătură cu Nicaragua -, iar președintele Daniel Ortega nemaifăcând declarații de presă cu lunile despre stadiul lucrărilor de la noul canal.  În februarie 2018, proiectul a fost anulat.